# Criolaserforesi
Lo criolaserforesi, o criopass-terapia è un metodo che consente di veicolare un principio attivo attraverso la cute in modo non traumatico, direttamente in sede, aggirando il trasporto sistemico.
Si sfrutta l'azione della luce laser che colpisce e cede energia alle molecole del farmaco opportunamente congelato.
Nella fase di scongelamento, a contatto con la cute l'energia accumulata si libera, permettendo alle molecole di superare la barriera cutanea e di raggiungere le sedi di impiego in un tempo relativamente breve (8-10 minuti).
Il tempo totale del trattamento è variabile; ogni singola dose richiede 20-30 minuti di tempo di somministrazione e nella stessa seduta si possono applicare più dosi del farmaco scelto.
Per approfondimenti sulla tecnica di laser foresi vedi: 
[The rationale for the application of laserophoresis of biologically active compounds].
al seguente link
https://www.ncbi.nlm.nih.gov/pubmed/23210366